# 奈伦·诺斯沃西
奈伦·诺斯沃西（英語：Nyron Paul Nosworthy，1980年10月11日—）是一名英格蘭出生的牙买加職業足球員，司職中堅，亦可出任右閘位置，出身基寧咸青訓系統，現效力英冠球會黑池。
路斯禾菲是新特蘭球會官方反種族歧視運動「Kick It Out」的大使。

## 生平

### 球會
基寧咸
路斯禾菲出身自當時英甲球會。 他在1998年11月28日首次為一隊在對富勒姆的比賽中以後備上陣，但路斯禾菲在下半場再次被換出。在1999/00年球季，他開始成為基寧咸的主力球員，並經常以正選上陣。他當時主要以右閘上陣，但亦能出任中堅，甚至串演前鋒。
他甚至在對水晶宫以前鋒身份梅開二度。
路斯禾菲在2004/05年球季約滿。當季，基寧咸由英冠降班至英甲。為了希望在頂級聯賽比賽，路斯禾菲決定不續約。
新特蘭
在2005年6月13日日，路斯禾菲免費加盟當季升上英超的球會桑德兰。原本只作為右閘的替補，但正選長期受傷令路斯禾菲在球季中多次正選上陣。
到了2007年1月，新領隊把路斯禾菲由右閘改為中堅。他在中堅位置的跟曼聯借將拍擋，穩定表現令人眼前一亮，並得到堅尼的稱讚。路斯禾菲更獲續約至2010年。
路斯禾菲成為新特蘭的寵兒，並以英國歌手艾米·怀恩豪斯的歌《Rehab》首句改成「They try to take the ball past Nyron, he says no, no, no.」來表揚他的表現。
由於後防人腳過剩，路斯禾菲於2010年2月1日被外借到英冠球會錫菲聯直到球季結束，期間上陣19場。2010/11年球季路斯禾菲再獲借用返回錫菲聯，為期一整個球季且沒有召回條款，他大部分時間擔任正選，但球隊成績大跌，最終更以降班收場，期間他上陣32場，於2011年4月21日提前結束借用。
屈福特
2011/12年球季路斯禾菲未獲新特蘭分配一隊球衣編號，直到2011年10月28日才獲再次外借，加盟另一支英冠球隊屈福特至翌年1月8日，期間為球隊連續上陣13場聯賽及盃賽。2012年1月10日屈福特正式羅致路斯禾菲，轉會費沒有透露，簽約兩年半。

### 國家隊
在2007年10月4日，路斯禾菲首次獲牙买加徵召對加納及洪都拉斯的友賽，但因傷沒有上陣。

## 榮譽及獎項
新特蘭
- 英格蘭足球冠軍聯賽冠軍：2006/07年：

個人
- 英格蘭東北部足球記者協會足球先生：2007年：
- 新特蘭球迷推選年度最佳球員：2007年：

## 外部連結
- 足球数据库：路斯禾菲的球员统计数据
- 路斯禾菲新特蘭官方球員介紹（页面存档备份，存于）